# Ivor Grattan-Guinness

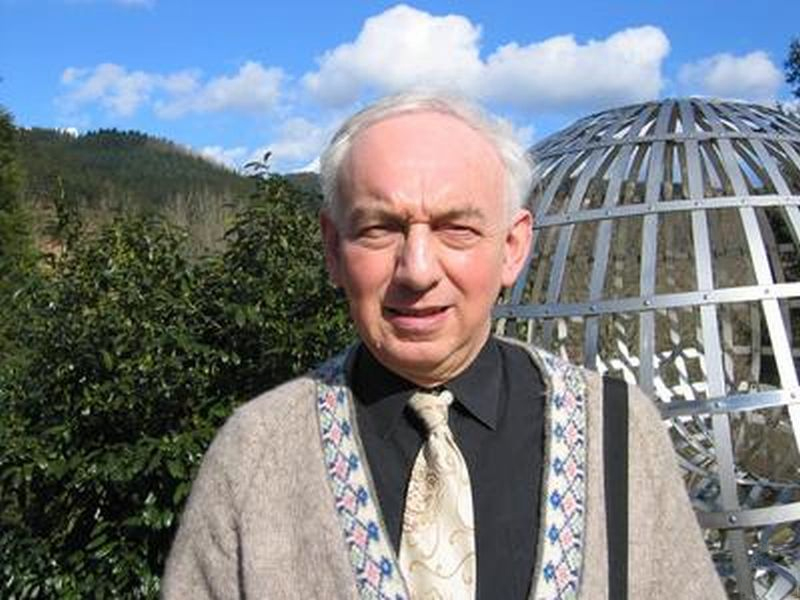
Grattan-Guinness, Oberwolfach 2006

Ivor Grattan-Guinness (* 23. Juni 1941 in Bakewell, Derbyshire, Großbritannien; † 12. Dezember 2014) war ein britischer Mathematikhistoriker.

## Leben und Wirken
Grattan-Guinness war der Sohn eines Mathematiklehrers, ging in Huddersfield zur Schule und studierte ab 1959 an der Oxford University Mathematik (Bachelorabschluss 1962) und an der London School of Economics mathematische Logik und Wissenschaftsphilosophie (Masterabschluss 1966). Nach seinem Bachelorabschluss arbeitete er bei der Firma Marconi über Raketenabwehrsysteme und unterrichtete ab 1964 am Enfield College of Technology in Nord-London. 1969 wurde er an der Universität London über Wissenschaftsgeschichte promoviert, und 1978 erhielt er dort seinen D.Sc. Seine Dissertation war über The development of the foundations of mathematical analysis from Euler to Riemann wozu er insbesondere französische Mathematiker wie Joseph Fourier und Augustin-Louis Cauchy studierte (und am Mittag-Leffler-Institut in Stockholm war) und mit den Erben von Georg Cantor in Verbindung trat, um dessen Manuskripte zu studieren.
Sein Doktorvater war Cyril Offord (ein Experte für  Maßtheorie, der sich ebenfalls sehr für Cantor interessierte) und beraten und gefördert wurde er auch von Edward Collingwood. Er blieb am Enfield College, als dieses zum Middlesex Polytechnik (1973) und zur Middlesex University (1992) wurde. Dort war er Reader und ab 1993 Professor für Mathematikgeschichte und Logik. 2002 wurde er emeritiert und war Professor Emeritus. 1978 war er Fulbright Scholar und 1979 am Institute for Advanced Study in Princeton. Er ist Associate der London School of Economics und seit 1991 Mitglied der Académie internationale d’histoire des sciences.
Seit ihrer Gründung 1974 war er Mitherausgeber der Historia Mathematica. 1979 gründete er die Zeitschrift History and Philosophy of Logic, deren Herausgeber er bis 1992 war. 1974 bis 1981 war er Herausgeber der Annals of Science und danach in dessen Herausgebergremium. 1977 bis 1993 war er im Executive Committee der International Commission on the History of Mathematics. Er war seit 1986  korrespondierendes und seit 1991 volles Mitglied der  International Academy of the History of Science. Von 1986 bis 1988 war er Präsident der British Society for the History of Mathematics. 2010 wurde er Ehrenmitglied der Bertrand Russell Society.

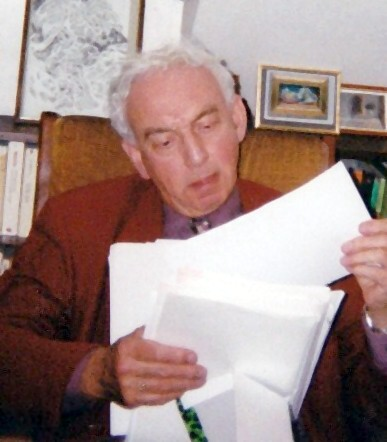
Ivor Grattan-Guinness, Paris, 2003

Als Mathematikhistoriker beschäftigte er sich vor allem mit der Geschichte der mathematischen Logik, der Grundlagen der Mathematik und der Grundlagen der Analysis, besonders in der französischen Schule Anfang des 19. Jahrhunderts, wobei er auch die Wechselwirkung der Mathematik mit ihren Anwendungen betonte. In seiner Dissertation befasste er sich mit mathematischer Grundlagenforschung bis zur ersten Hälfte des 19. Jahrhunderts. Seine These in seiner Dissertation, dass Cauchy in den Grundlagen der Analysis von Bernhard Bolzano übernahm, ohne diesen zu zitieren (also plagiarisierte), wurde von den meisten Historikern nicht übernommen. In späteren Büchern behandelte er die mathematische Grundlagenforschung von Cantor bis Bertrand Russell und Kurt Gödel und außerdem veröffentlichte er eine dreibändige Monographie über die Entwicklung der Mathematik in Verbindung mit ihren Anwendungen in Physik und Ingenieurwesen im Frankreich der Revolutionszeit mit der Gründung der École polytechnique und anderer Hochschulen bis in die erste Hälfte des 19. Jahrhunderts, wobei Fourier und Cauchy eine besondere Rolle spielen. Im dritten Band druckte er auch viele Quellen ab.
2009 erhielt er den Kenneth-O.-May-Preis. Er starb am 12. Dezember 2014 im Alter von 73 Jahren an Herzversagen.
Er war ein guter Pianist und sang zeitweise in der BBC Choral Society und sang später mit seiner Frau in anderen Chören. 1965 heiratete er Enid Nedville. Er wohnte zuletzt in Bengeo in Hertford.
Grattan-Guinness hatte neun Doktoranden, darunter Niccolò Guicciardini.

## Schriften (Auswahl)
- The Development of the Foundations of Mathematical Analysis from Euler to Riemann. MIT Press, Cambridge MA 1970, ISBN 0-262-07034-0 (das Buch entstand aus seiner Dissertation).
- Towards a biography of Georg Cantor. In: Annals of Science. Band 27, Nr. 4, 1971, ISSN 0003-3790, S. 345–391, doi:10.1080/00033797100203837.
- mit Jerome R. Ravetz: Joseph Fourier. 1768–1830. A Survey of his Life and Work, based on a critical Edition of his Monograph on the Propagation of Heat, presented to the Institut de France in 1807. MIT Press, Cambridge MA u. a. 1972, ISBN 0-262-07041-3 (mit kritischer Ausgabe von Fouriers Preisschrift über Wärmeausbreitung von 1807).
- Bolzano, Cauchy and the „New Analysis“ of the Early Nineteenth Century.[4] In: Archive for History of Exact Sciences. Band 6, Nr. 5, 1970, S. 372–400, JSTOR:41133312.
- Dear Russell – Dear Jourdain. A Commentary on Russell’s Logic, Based on his Correspondence with Philip Jourdain. Duckworth, London 1977, ISBN 0-7156-1010-4 (Briefwechsel Philip Jourdain, Bertrand Russell).
- als Herausgeber mit Henk J. M. Bos, Robert Bunn, Joseph W. Dauben, Thomas W. Hawkins, Kirsti Møller Pedersen: From the Calculus to Set Theory. 1630–1910. An Introductory History. London, Duckworth, 1980, ISBN 0-7156-1295-6.
- als Herausgeber: Psychical Research. A Guide to Its History, Principles and Practices. In Celebration of 100 Years of the Society for Psychical Research. Aquarian Press, Wellingborough 1982, ISBN 0-85030-316-8.
- Convolutions in French Mathematics, 1800–1840. From the Calculus and Mechanics to Mathematical Analysis and Mathematical Physics (= Science Networks. 2–4). 3 Bände (Band 1: The Settings. Band 2: The Turns. Band 3: The Data.). Birkhäuser, Basel u. a. 1990, ISBN 3-7643-2240-3.
- als Herausgeber: Companion Encyclopedia of the History and Philosophy of the Mathematical Sciences. 2 Bände. Routledge, London u. a. 1994, ISBN 0-415-03785-9.
- The Fontana History of the Mathematical Sciences. The Rainbow of Mathematics. Fontana Press, London 1997, ISBN 0-00-686179-2.
- The Search for Mathematical Roots 1870–1940. Logics, Set Theories and the Foundations of Mathematics from Cantor through Russell to Gödel. Princeton University Press, Princeton NJ u. a. 2000, ISBN 0-691-05857-1.
- als Herausgeber (und Beiträge): Landmark Writings in Western Mathematics. 1640–1940. Elsevier, Amsterdam u. a. 2004, ISBN 0-444-50871-6.
- Decline, then Recovery: An overview of activity in the history of mathematics in the twentieth century. In: History of Science. Band 42, 2004, ISSN 0073-2753, S. 279–312, (Digitalisat).
- The ingénieur savant, 1800–1830. A neglected figure in the history of french mathematics and science. In: Science in Context. Band 6, Nr. 2, 1993, ISSN 0269-8897, S. 405–433, doi:10.1017/S0269889700001460.
- From anomaly to fundament: Louis Poinsot’s theories of the couple in mechanics. In: Historia Mathematica. Band 41, Nr. 1, 2014, S. 82–102, doi:10.1016/j.hm.2013.08.002.
- als Herausgeber: Routes of Learning. Highways, Pathways, and Byways in the History of Mathematics. Johns Hopkins University Press, Baltimore MA 2009, ISBN 978-0-8018-9248-6.